# Ichneumon exesus
Ichneumon exesus är en stekelart som beskrevs av Charles Thomas Brues 1910. Ichneumon exesus ingår i släktet Ichneumon och familjen brokparasitsteklar. Inga underarter finns listade i Catalogue of Life.